# مصطفى طه (ممثل)
مصطفى طه، (توفي 2 مارس 2025)، هو ممثل مسرحي مصري، شارك في عدة أعمال فنية منها المسرحية والتلفزيونية والسينمائية، من بينها مسرحية تخاريف، ومسرحية هاملت. وهو أحد أفراد فرقة الفنان المصري محمد صبحي.

## وفاته
توفي يوم الأحد 2 مارس 2025م (ثاني أيام شهر رمضان 1446 هـ).

## وصلات خارجية
مصطفى طه على موقع IMDb (الإنجليزية)